# ГЕС Доблар I—II
ГЕС Доблар I—II — гідроелектростанція у Словенії. Знаходячись перед ГЕС Плаве I—II (34 МВт), становить верхній ступінь каскаду на річці Соча (Ізонцо), котра бере початок на словенській території та впадає до Адріатичного моря на італійському узбережжі на північний захід від Трієсту.
У межах проєкту річку перекрили бетонною арково-гравітаційною греблею Подсело висотою 55 метрів та довжиною 56 метрів, яка утворила витягнуте по долині Сочі на 8 км водосховище з площею поверхні 0,82 км2 та об'ємом 5,8 млн м3 (корисний об'єм 1,5 млн м3).
Зі сховища по правобережжю проклали дериваційний тунель довжиною 3,6 км з діаметром 5,6 метра, котрий подавав ресурс на введені в експлуатацію у 1939 році три турбіни типу Френсіс потужністю по 10 МВт. На початку 2010-х провели заміну гідроагрегатів, котрі в на той час вже відпрацювали по сім десятків років. Наразі потужність кожної з турбін становить 13,8 МВт, хоча загальний показник станції на сайті власника зазначений на попередньому рівні. Гідроагрегати використовують напір у 48 метрів та забезпечують виробництво 150 млн кВт·год електроенергії на рік.
У 1993—2001 роках існуючу схему продублювали машинним залом Доблар II, для якого проклали ще один тунель довжиною 3,9 км із діаметром 6,5 метра. На цей раз встановили одну турбіну типу Каплан потужністю 40 МВт, яка використовує напір у 48,5 метра та забезпечує виробництво 199 млн кВт·год електроенергії на рік.
Видача продукції відбувається по ЛЕП, розрахованій на роботу під напругою 110 кВ.